# Touche pas à la femme blanche!
Touche pas à la femme blanche! is een Frans-Italiaanse film van Marco Ferreri die uitgebracht werd in 1974.
De vier hoofdrollen worden vertolkt door de vier acteurs (Marcello Mastroianni, Michel Piccoli, Philippe Noiret en Ugo Tognazzi) die het jaar voordien schandaal schopten in La Grande Bouffe van dezelfde cineast.

## Verhaal
In deze absurde, surrealistische en anachronistische westernparodie wedijveren de vier hoofdpersonages in excentriciteit en cynisme. De grote generaal Custer die zijn troepen aanvoert tegen de indianen, is een wrede, opvliegende en belachelijke militair. Generaal Terry wordt voorgesteld als een corrupte bangerik en cynicus. Buffalo Bill is een provocateur, een groteske grootsprakerige impresario die de show wil stelen. Mitch Bouyer ten slotte is de indiaanse verkenner van de Amerikanen die zo zijn volk verraadt. Custer beledigt en berispt hem voortdurend. Custer verbiedt hem ook de 'witte vrouw aan te raken'. 
De Slag bij de Little Bighorn waarmee de film in een climax eindigt heeft plaats op het reusachtige bouwterrein in de enorme bouwput geslagen door de sloop van de Parijse Hallen.

## Rolverdeling
| Acteur               | Personage                                       |
| -------------------- | ----------------------------------------------- |
| Marcello Mastroianni | generaal-majoor George Armstrong Custer         |
| Michel Piccoli       | Buffalo Bill                                    |
| Philippe Noiret      | generaal Terry                                  |
| Ugo Tognazzi         | Mitch Bouyer, de indiaanse verkenner van Custer |
| Francine Custer      | Hermine, de dochter van Terry                   |
| Catherine Deneuve    | Marie-Hélène de Boismonfrais                    |
| Serge Reggiani       | de gekke maar wijze Indiaan                     |
| Darry Cowl           | majoor en dierenarts Archibald                  |
| Monique Chaumette    | Sister Lucy                                     |
| Alain Cuny           | Sitting Bull                                    |
| Marco Ferreri        | de reporter                                     |